# Mount Gay-Shamrock
Mount Gay-Shamrock est une census-designated place située dans le comté de Logan, dans l’État de Virginie-Occidentale, aux États-Unis. Lors du recensement de 2020, elle comptait 1 430 habitants.